# Brian Hoskins
Sir Brian John Hoskins, CBE (* 17. Mai 1945 in Bristol) ist ein britischer Mathematiker, Meteorologe und Klimatologe. Er ist Professor für Meteorologie an der University of Reading. Von 2008 bis 2014 war er Direktor des Grantham Institute for Climate Change am Imperial College London.

## Leben
Hoskins wuchs in Bristol als Sohn eines Obst- und Gemüsewarenhändlers auf.
Er studierte Mathematik an der University of Cambridge bei John Kingman und promovierte zu mathematischen Modellen von Warm- und Kaltfronten. Im dritten Jahr seiner Doktorandenzeit ging er mit seinem Doktorvater Francis Bretherton an die Johns Hopkins University (USA). Im Anschluss verbrachte er ein Jahr am National Center for Atmospheric Research in Boulder (Colorado). Im Jahr 1973 kehrte er nach Großbritannien zurück und arbeitete in einer Arbeitsgruppe zur Atmosphärenmodellierung unter der Leitung von Robert Pearce. 1972 war er am Geophysical Fluid Dynamics Laboratory (GFDL) an der Princeton University tätig und kehrte 1973 nach Reading zurück, um die Leitung der Arbeitsgruppe Atmosphärenmodellierung zu übernehmen. Seitdem arbeitet er am Institut für Meteorologie der Reading University, hat dort seit 1981 eine Professur für Meteorologie und war 1990 bis 1996 Direktor des Instituts für Meteorologie. 1996 war er Visiting Professor am Isaac Newton Institute in Cambridge, 2000 bis 2010 hatte er eine Professur der Royal Society inne. Von 2008 bis 2014 war er, neben seiner Professur an der Reading University, Gründungsdirektor des Grantham Institute for Climate Change am Imperial College London.
Seit den 1980er Jahren beschäftigte er sich mit dem Klimawandel und war unter anderem am vierten Sachstandsbericht des IPCC sowie dem Stern-Report beteiligt. Er war Mitglied der Royal Commission on Environmental Pollution, die eine 60%ige Reduktion der CO2-Emissionen bis zum Jahr 2050 forderte, und wurde als einer von fünf Experten in das Committee on Climate Change berufen, das die britische Regierung in Fragen des Klimawandels berät.

## Auszeichnungen
Hoskins erhielt 1987 den Chree Medal and Prize des Institute of Physics und 1988 die Carl-Gustaf Rossby Research Medal. Er ist seit 1988 Mitglied der Royal Society, erhielt 1998 die Auszeichnung als Commander of the British Empire (CBE) für seine Beiträge zur Meteorologie und wurde im Jahr 2007 für seine Beiträge zu den Umweltwissenschaften als Knight Bachelor geadelt. Seit 2002 ist er Mitglied der National Academy of Sciences (USA) sowie der Chinesischen Akademie der Wissenschaften. Er erhielt die Ehrendoktorwürde der University of Bristol (2008) und der University of East Anglia (2009). 2014 erhielt er die Buys-Ballot-Medaille der Königlich Niederländischen Akademie der Wissenschaften, die nur alle zehn Jahre vergeben wird.
1990 wurde er als ordentliches Mitglied in die Academia Europaea aufgenommen. Für 2024 wurde Hoskins der Japan-Preis zugesprochen.